# Torreblanca (Lérida)
Torreblanca es una entidad de población española del municipio de Pons, perteneciente a la provincia de Lérida, en la comunidad autónoma de Cataluña.

## Toponimia
El lugar puede aparecer referido con las grafías «Torreblanca» y «Torre-blanca».

## Historia
Hacia mediados del siglo XIX, el lugar pertenecía al ayuntamiento de El Tossal. Aparece descrito en el decimoquinto volumen del Diccionario geográfico-estadístico-histórico de España y sus posesiones de Ultramar de Pascual Madoz con las siguientes palabras:

TORRE-BLANCA: l. agregado al distrito municipal de Tosal en la prov. de Lérida (14 horas), part. jud. de Balaguer (8), aud. terr. y c. g. de Barcelona (30), dióc. de Seo de Urgel (18). sit. en medio de un elevado monte á unos 100 pasos de la márg. der. del r. Segre, donde le combaten los vientos del O., y el clima nevuloso en invierno es propenso á calenturas tercianarias. Se compone de 40 casas, y una igl. aneja de la parr. de Tosal. Confina el térm. por el N. con el de Pons (1 horas); E. Tosal (1/2); S. Monmagastre (1), y O. con la serra de Riaup (1/2); comprendiendo dos casas de campo denominadas Olives la una, y la otra lo Cel; cruza por él el r. Segre con direccion al S. que sirve para beber y demas usos de los vec. y para el riego de alguna pequeña parte del terreno, que es sumamente quebrado y cruzado por montes elevados en todas direcciones. Los caminos dirigen á Villanueva de Meyá en mal estado: se recibe la correspondencia de la carteria de Pons donde van á buscarla los interesados. prod.: poco trigo y legumbres; pero abundantes cosechas de vino y aceite; cria ganado lanar, cabrío y de cerda; caza de conejos y perdices, y pesca de truchas, barbos y anguilas. pobl., riqueza y contr. (V. el cuadro sinóptico del part. jud.).
(Madoz, 1849, p. 73)

En la actualidad, pertenece al municipio de Pons. En 2022, tenía empadronados cinco habitantes.